# Jun Yamashita
Pour les articles homonymes, voir Yamashita.
Jun Yamashita (山下潤, Yamashita Jun) (né le 23 août 1997) est un athlète japonais, spécialiste du sprint.

## Carrière
En 39 s 01, il bat le record d'Asie junior du relais 4 x 100 m lors des Championnats du monde juniors 2016 avec ses coéquipiers Ippei Takeda, Wataru Inuzuka et Kenta Ōshima.
Le 11 juin 2017, il porte son record personnel sur 200 m à 20 s 59 (+ 0,9 m/s) à Hiratsuka. Il remporte le titre du relais 4 x 100 m avec le temps de 38 s 65 lors de l'Universiade 2017 à Taipei, titre qu’il confirme deux ans après à Naples en 38 s 92.

## Palmarès
| Date | Compétition                   | Lieu      | Résultat | Epreuve       | Temps         |
| ---- | ----------------------------- | --------- | -------- | ------------- | ------------- |
| 2016 | Championnats du monde juniors | Bydgoszcz | 1er      | 200 m         | 20 s 94       |
| 2016 | Championnats du monde juniors | Bydgoszcz | 2e       | 4 × 100 m     | 39 s 01       |
| 2017 | Universiade                   | Taipei    | 8e       | 200 m         | 21 s 16       |
| 2017 | Universiade                   | Taipei    | 1er      | 4 x 100 m     | 38 s 65       |
| 2018 | Jeux asiatiques               | Jakarta   | 5e       | 4 x 400 mixte | 3 min 21 s 90 |
| 2019 | Universiade                   | Naples    | 4e       | 200 m         | 20 s 58       |
| 2019 | Universiade                   | Naples    | 1er      | 4 x 100 m     | 38 s 92       |
| 2019 | Universiade                   | Naples    | 4e       | 4 x 400 m     | 3 min 04 s 34 |

## Records
| Épreuve   | Épreuve   | Temps   | Lieu        | Date         |
| --------- | --------- | ------- | ----------- | ------------ |
| 100 m     | Plein air | 10 s 43 | Sagamihara  | 23 mai 2019  |
| 200 m     | Plein air | 20 s 46 | Yamaguchi   | 24 juin 2018 |
| 4 x 100 m | Plein air | 38 s 65 | Taipei City | 28 août 2017 |